# 比默鎮區 (內布拉斯加州卡明縣)
比默鎮區（英語：Beemer Township）是位於美國內布拉斯加州卡明縣的一個行政鎮區。

## 地方資料
比默鎮區的面積為92.37平方千米，當中陸地面積為91.30平方千米，而水域面積為1.06平方千米。根據2020年美國人口普查的數據，當地共有人口791人，而人口密度為每平方千米8.56人。